# Виницки държавен педагогически университет
Виницки държавен педагогически университет „Михаил Котсубински“ (на украински: Вінницький державний педагогічний університет імені Михайла Коцюбинського) е висше държавно педагогическо училище, основано през 1912 г. в град Виница, Руска империя.

## Ректори
- М. Д. Заполски (1912 – 1922)
- Ф. А. Кондрацки (1922 – 1924)
- М. С. Шлепаков (1925 – 1930)
- А. Я. Гибер (1930 – 1933)
- И. Д. Малий (1933 – 1935)
- Т. О. Куприянов (1935 – 1937)
- Я. К. Литвинов (1937 – 1941)
- П. Т. Пацей (1944 – 1946)
- О. М. Ткаченко (1946 – 1961)
- И. П. Грущенко (1969 – 1976)
- Н. М. Шунда (1976 – 2003)
- О. В. Шестопалюк (2003 – 2015)
- Н. И. Лазаренко (2015 – настояще)

## Факултети
- Факултет по начална и предучилищна педагогика и изкуства
- Факултет по филология и журналистика
- Факултет по физическо възпитание и спорт
- Факултет по история, етнология и право
- Факултет по математика, физика и технологии
- Факултет по чужди езици